# Okres Kapuvár
Okres Kapuvár též Kapuvár–Beled (maďarsky Kapuvári járás) je okres v severním Maďarsku v župě Győr-Moson-Sopron. Jeho správním centrem je město Kapuvár.

## Sídla
| Agyagosszergény , Babót Beled , Cirák Dénesfa , Edve Gyóró , Himod Hövej , Kapuvár Kisfalud , Mihályi Osli , Rábakecöl Szárföld , Vadosfa Vásárosfalu , Veszkény Vitnyéd |